# Сумароковский сельский округ
Сумароковский сельский округ — упразднённая административно-территориальная единица, существовавшая на территории Рузского района Московской области в 1994—2006 годах.
Ащеринский сельсовет был образован в первые годы советской власти. По данным 1919 года он входил в состав Ащеринской волости Рузского уезда Московской губернии.
В 1921 году Ащеринский с/с был переименован в Сумароковский сельсовет.
27 февраля 1922 года Ащеринская волость была передана в Можайский уезд.
9 декабря 1925 года из Сумароковского с/с был выделен Ерденевский с/с. В 1926 году он был присоединён обратно, но уже в 1927 образован вновь.
В 1926 году Сумароковский с/с включал село Ащерино, деревни Апухтино, Вараксино, Дробылёво, Ерденьево, Козлово, Кокшино, Новорыково, Рябцево, Сорочнево и Сумароково, а также 1 усадьбу.
В 1929 году Сумароковский с/с был отнесён к Рузскому району Московского округа Московской области. При этом к нему был присоединён Хомьяновский с/с.
20 апреля 1935 года в Сумароковский с/с из Токарёвского с/с Волоколамского района были переданы селения Апухтино и Никитино.
4 января 1939 года Сумароковский с/с был передан в новый Осташёвский район.
14 мая 1949 года из Карачаровского с/с в Сумароковский было передано селение Грязново.
14 июня 1954 года к Сумароковскому с/с был присоединён Дробылевский сельсовет.
7 декабря 1957 года Осташёвский район был упразднён и Сумароковский с/с был возвращён в Рузский район.
1 февраля 1963 года Рузский район был упразднён и Сумароковский с/с вошёл в Можайский сельский район.
30 июня 1964 года в Сумароковский сельсовет перешли селения Апухтино и Никитино Токарёвского с/с Волоколамского сельского района.
11 января 1965 года Сумароковский с/с был возвращён в восстановленный Рузский район.
17 августа 1965 года из Ивановского с/с в Сумароковский было передано селение Оселье.
20 декабря 1966 года из Комлевского с/с в Сумароковский были переданы селения Лихачёво, Новое Дьяково, Палашкино и Цыганово.
30 мая 1978 года в Сумароковском с/с были упразднены селения Боровино и Выползово.
23 июня 1988 года в Сумароковском с/с была упразднена деревня Дьяково.
3 февраля 1994 года Сумароковский с/с был преобразован в Сумароковский сельский округ.
В ходе муниципальной реформы 2004—2005 годов Сумароковский сельский округ прекратил своё существование как муниципальная единица. При этом все его населённые пункты были переданы в сельское поселение Ивановское.
29 ноября 2006 года Сумароковский сельский округ исключён из учётных данных административно-территориальных и территориальных единиц Московской области.